# Тувалу на Летњим олимпијским играма 2024.
Тувалу је учествовао на Летњим олимпијским играма 2024. у Паризу, од 26. јула до 11. августа 2024. Ово је њихов пети узастопни наступ на Летњим олимпијским играма од њиховог дебија 2008. године .

## Учесници по спортовима
| Спорт    | Мушкарци | Жене | Укупно |
| -------- | -------- | ---- | ------ |
| Атлетика | 1        | 1    | 2      |
| Укупно   | 1        | 1    | 2      |

## Атлетика
Нацију ће представљати два спринтера, Карало Маибука, који ће се такмичити на 100 метара за мушкарце,  Маибука је олимпијац у повратку, који се такмичио у истој дисциплини на Летњим олимпијским играма 2020. у Токију, Јапан, постављајући национални рекорд, али не који ће се пласирати у четвртфинале, а Темалини Манатоа ће се такмичити на 100 метара за жене .  
| Атлетичар(ка)    | Дисциплина     | Квалификације | Квалификације | Финале            | Финале            |
| Атлетичар(ка)    | Дисциплина     | Резултат      | Пласман       | Резултат          | Пласман           |
| ---------------- | -------------- | ------------- | ------------- | ----------------- | ----------------- |
| Карало Маибука   | Мушкарци 100 м | 11.30 НР      | 8             | Није се пласирао  | Није се пласирао  |
| Темалини Манатоа | Жене 100 м     | 14.04 ПБ      | 8             | Није се пласирала | Није се пласирала |